# 罗杰·伯克曼
罗杰·艾伦·伯克曼（英語：Roger Allen Burkman，1958年5月22日—），美国NBA联盟前职业篮球运动员。他在1981年的NBA选秀中第6轮第15顺位被芝加哥公牛选中。